# Bockel (Gyhum)
Bockel ist ein Ortsteil der  niedersächsischen Kleinstadt Gyhum. Bockel liegt ca. drei Kilometer südwestlich von der Kernstadt entfernt. Bockel liegt direkt an der Bundesstraße 71. Der Ortsteil verfügt jedoch über einen Autobahnanschluss an der Autobahn A1. Unweit der Autobahn befindet sich ein Autohof. Bekannt ist das Rittergut von Hammerstein mit dem Herrenhaus Alte Dorfstraße 2 von um 1810.
Am 1. März 1974 wurde Bockel in die Gemeinde Gyhum eingegliedert.